# Kullaviks församling
Kullaviks församling är en församling i Kungsbacka kontrakt i Göteborgs stift. Församlingen  ingår i Särö pastorat och ligger i Kungsbacka kommun i Hallands län.

## Administrativ historik
Församlingen bildades 2015 genom en utbrytning ur Släps församling och ingår sedan dess i Särö pastorat tillsammans med Dalabergs församling och Furulunds församling. Detta är den tredje gången sedan kyrkan och staten separerades år 2000 som en ny församling har brutits ut från en annan församling. De tidigare fallen var Ljungby Maria församling, som bröts ut från Ljungby församling 2002 och Gottfridsbergs församling som bröts ut från Linköpings domkyrkoförsamling 2006. Som befolkningsrapporteringsenhet fanns församlingen bara ett år tills distrikt inrättades.

## Kyrkor
- Kullavikskyrkan